# Ђаво у манастиру
Ђаво у манастиру (фр. Le Diable au couvent), у Уједињеном Краљевству дистрибуирано као Знак крста (енгл. The Sign of the Cross) француски је црно-бели неми хорор филм из 1899. године, редитеља и сценаристе Жоржа Мелијеса, који је уједно и једини познат глумац који се појављује у филму. Радња приказује Сатану и демоне који запоседну један манастир све док их група свештеника не протера одатле.
Према појединим критичарима, Ђаво у манастиру представља пародију манастирског живота и приказује Католичку цркву из сатиричног угла. Исте године, Мелијес је направио још једну религиозну сатиру, под насловом Искушење светог Антонија. Верује се да је разлог за ово била Мелијесова подршка случају Алфреда Драјфуса, коме се црква противила.

## Радња
Сатана се појављује у манастиру и разјурује све монахиње из њега. За њим убрзо долазе и демони који стварају хаос у манастиру све док их група свештеника не истера одатле.

## Улоге
- Жорж Мелијес као Ђаво